# Liniaturomierz
Liniaturomierz – przyrząd mierniczy służący do określania liniatury rastra amplitudowego na kliszach, formach drukowych i drukach.
Wykonany jest z przezroczystej folii z naniesionym układem zbieżnych cienkich linii prostych lub współśrodkowych łuków, oraz skalą.
Odczyt odbywa się po nałożeniu liniaturomierza na sprawdzaną powierzchnię w miejscu (najwygodniej) o średniej wartości rastra, przy wykorzystaniu zjawiska interferencji zachodzących pomiędzy wzorem liniaturomierza i wzorem leżącego pod nim rastra. Najwyraźniejsze interferencje pokazują się po znalezieniu odpowiedniego kąta, o jaki należy eksperymentalnie obrócić leżący liniaturomierz. Interferencje mogą być różnych kształtów, np. koncentrycznych okręgów lub współśrodkowych krzyży. Ponieważ interferencje pojawiają się także o mnożnik i dzielnik liczby dwa, należy domyślić się, o którą wartość na skali chodzi. Należy pamiętać również o tym, że w praktyce często liniatura dla rastra każdego z kolorów składowych może mieć trochę inną wartość (co jest związane z optymalizacją układu rastrów w celu osłabienia mory).